# Bourdeaux
Bourdeaux é uma comuna francesa na região administrativa de Auvérnia-Ródano-Alpes, no departamento de Drôme. Estende-se por uma área de 23,11 km². Em 2010 a comuna tinha 681 habitantes (densidade: 29,5 hab./km²).